# 腓特烈堡女伯爵
腓特烈堡女伯爵（丹麥語：Grevinde af Frederiksborg）是一個丹麥非世襲貴族頭銜，由丹麥女王瑪格麗特二世授予其前兒媳、次子約阿基姆王子的前妻文雅麗。

## 歷史
爵位以位於丹麥東部城鎮希勒勒的腓特烈堡城堡命名。該處城堡是斯堪地那維亞現存最大的文藝復興風格建築；文雅麗與前夫約阿基姆王子的婚禮即在腓特烈堡城堡舉行。
2005年4月16日，丹麥女王瑪格麗特二世宣佈冊封文雅麗為腓特烈堡女伯爵。該爵位在丹麥排名名單屬於第一等，故文雅麗可以使用「閣下」敬稱。女伯爵爵位與英國的終身貴族類近，不能通過世襲由子嗣繼承，但也不會因其再婚而被剝奪。
在文雅麗與約阿基姆王子離婚、但尚未再婚的這段期間，她仍保留丹麥王妃身份，並因此在被授予爵位起使用「丹麥亞歷山德拉王妃殿下、佛烈德利赫堡女伯爵」頭銜。她在再婚後則不再繼續使用殿下敬稱和丹麥王妃頭銜，故改為使用「佛烈德利赫堡女伯爵亞歷山德拉閣下」作為禮節性頭銜。